# Demografia Turciei
Trăsăturile demografice ale Republicii Turcia includ aspecte privitoare la populație, precum densitatea populației, etnie, nivelul de educație, cel al sănătății, al statutului economic, apartenenți religioase, și altele. 
La 31 decembrie 2024, Turcia avea o populație de 85,7 milioane de locuitori, cu o rată anuală a creșterii de 0.34%. Aceste numere îi includ însă pe refugiații sirieni veniți în țară beneficiind de protecție temporară, numărând în jur de 2,9 milioane (în 2025).